# Thanagar
Thanagar è un pianeta immaginario dell'universo fumettistico DC, patria dei famosi eroi Hawkman e Hawkgirl.
Si trova nel sistema della Stella Polare e i suoi abitanti (gli umanoidi Thanagariani) hanno scoperto un metallo anti-gravità che gli permette di volare. Lo scienziato Paran Katar, padre di Katar Hol, l'Hawkman della Silver Age, utilizzò questo metallo, chiamato Nth, per creare i Wingmen, un corpo di polizia volante che pattugliava i bassifondi di Thanagar.
Nella miniserie Hawkworld di Tim Truman Thanagar è descritto come un pianeta con una rigida e classista strutturazione sociale, che va alla conquista di altri mondi per arricchirsi: gli aristocratici vivono nelle alte torri, mentre nei bassifondi vivono i poveri in condizioni disagiate e piena di clandestini dei pianeti conquistati da Thanagar.
Nel corso del crossover Crisi infinita è entrato in guerra con il pianeta Rann, pare perché il leader di Thanagar venne sedotto dalla mercenaria di Tamaran Komand'r alias la supercriminale Blackfire, che lo ha indotto a conquistare il pacifico pianera Rann.
Oltre alla specie umanoide di cui fanno parte Hawkman e Hawkgirl, il pianeta è abitato anche dai Lizarkon, una razza di lucertole umanoidi a cui appartiene la Lanterna verde Isamot Kol.

## Altri media
Thanagar appare in diversi episodi delle serie Justice League e Justice League Unlimited.